# 李康廉
李康廉（Lee Hong Lim，1983年9月29日—），生於香港北區，香港足球運動員，司職左中場，現時擔任香港超級聯賽球會理文青訓教練。

## 球員生涯
李康廉生於香港，於沙頭角長大。早年與哥哥李威廉在街場踢球時，一同被和富大埔秘書長陳平發掘。

### 大埔足球會
2003－04年度球季，李康廉加盟當時還在丙組地區聯賽角逐的和富大埔，以業餘球員身份為球隊效力，並協助球隊取得升班資格，翌年隨隊升上乙组。2005－06年球季，和富大埔以24戰54分，獲得乙组聯賽亞軍，取得升班資格，在和富大埔升上甲組後，為達成踢甲組的理想，不惜放棄本身文員的正職，毅然辭去救生員的工作，投身職業球員行列。2008－09年球季，李康廉憑着天賦的速度，令他在甲組聯賽打出一片天地，表現更上一層樓。

### 香港飛馬
在2009年1月22日，李康廉以6位數字的轉會費加盟地區球會天水圍飛馬，並在2月1日對晨曦的聯賽，首度代表飛馬上陣，結果飛馬以1–2落敗，他更即在季尾的足總盃決賽倒戈和富大埔，可是最後飛馬以2–4落敗，而他在球季結束後首度獲選香港足球明星選舉的最佳11人，在翌年的足總盃決賽貢獻一個入球，協助飛馬以2–1擊敗公民，奪得生涯首個錦標。

### 南華
直到2012年，李康廉效力飛馬期間獲得中甲球會廣東日之泉及印超球會斯里維加亞邀請加盟，雖然他都非常希望往中國大陸發展，但是因為家庭因素而婉拒，到2012年7月9日轉會南華。

### 重返飛馬
2014年7月，李康廉加盟香港超級聯賽球隊太陽飛馬。2015年2月28日，足總盃首圈賽事，由太陽飛馬對YFC澳滌，雙方激戰百二分鐘踢成1–1，需要以互射12碼分出勝負，第七輪太陽飛馬的操刀的李康廉的射門則被邱銘救出。最終YFC澳滌憑互射12碼以5–4擊敗太陽飛馬，晉級八強賽事。但李康廉因受傷患困擾致發揮未如理想，決心接受手術捲土重來，豈料太陽飛馬易主改組青春班。幾近加盟另一港超班霸，臨門又遭質疑難返高峰被棄，終獲東方賞識。

### 東方
2015年6月30日，東方於社交網站宣佈李康廉正式加盟，重遇合作多年的教練楊正光。2015年10月21日，菁英盃分組賽，東方在旺角大球場迎戰強敵傑志，40分鐘，落後只不過兩分鐘的東方便由李康廉窄位抽入平1–1回更衣室，也取得加盟東方後的首個入球。最終雙方以1–1握手言和，各得1分。2016/17球季初，李康廉表現非常出色，並獲得港超聯10月最佳球員。

### 理文
2019年7月，李康廉加盟香港超級聯賽球隊理文。2022－23球季是李康廉18年職業足球生涯的最後一個球季。

## 國際賽生涯
2009年1月11日，李康廉獲足總補選入香港足球代表隊，繼其兄李威廉一同入選香港隊，成為球壇佳話。2009年1月14日，在香港大球場對印度的友賽，李康廉首次在國際賽上陣，穿上29號球衣正選出場。在2011年龍騰盃，香港隊作客中華台北時李康廉個人梅開二度，最終香港隊以6–0大勝中華台北，以兩勝一和得7分的成績，成功蟬聯龍騰盃。2012年12月7日，東亞盃外圍賽第2圈，香港隊在香港大球場2,315名球迷熱情打氣下，迎戰中華台北，25分鐘，李康廉單刀窄位射遠柱得手至2–0，最終香港以2–0擊敗中華台北。
2016年9月19日，在社區盃當選最佳球員的李康廉，再獲香港隊重召入隊準備下月對柬埔寨及新加坡的友賽，李康廉操練後表示對再次入選港隊感到意外，但不會太過高興，只會以平常心面對。他說：「在香港隊不會期望太多，始終想集中精神為球會爭取好成績，而接到港隊通知入選初選名單沒有特別興奮，始終非年輕，不會像出道不久時期待入選，故不會因為獲召而特別開心，就算今次未能入選最後出戰名單亦不會失望。」2016年10月2日，香港足球總會公布香港隊決選名單，今季表現出色的東方龍獅中場李康廉再次入選。在2016年10月6日，香港作客柬埔寨的友賽，李康廉在77分鐘後備入替艾力士，再次披上香港隊戰衣。2016年10月11日，香港隊在旺角大球場迎戰新加坡，李康廉正選上陣司職左閘，但在下半場77分鐘因傷被換出，最終香港主場2–0輕取新加坡，取得友賽3連勝。

## 教練生涯
2023年，李康廉退役後決定轉任理文青訓全職教練。他將協助青訓總監鮑曼統籌青訓學院工作，並出任其中一支青年梯隊主教練。

## 演藝事業
2009年，李康廉以客串身份參與由無綫電視製作的《南華夢飛翔》的演出。

## 榮譽
天水圍飛馬
- 香港足總盃冠軍（2009–10季度）

南華
- 香港甲組足球聯賽冠軍（2012–13季度）
- 香港高級組銀牌冠軍（2013–14季度）

東方龍獅
- 香港超級聯賽冠軍（2015–16季度）
- 香港高級組銀牌冠軍（2015–16季度）
- 香港社區盃冠軍（2016年）
- 香港超級聯賽 10月最有價值球員（2016–17季度）

香港代表隊
- 龍騰盃冠軍（2011年）
- 省港盃冠軍（2012年）

個人
- 香港足球明星選舉 最佳十一人（2008–09、2010–11、2011–12、2012–13季度）

## 外部連結
- 理文官方網頁球員資料 （页面存档备份，存于）
- 香港足球總會網頁球員註冊資料 （页面存档备份，存于）